# Марченко, Александр Порфирьевич
Алекса́ндр Порфи́рьевич Ма́рченко (1913 — 24 июля 1944, Львов) — советский инженер-железнодорожник, танкист в годы Великой Отечественной войны, гвардии старшина.

## Биография
Родился в 1913 году на Украине. С конца 1930-х годов работал инженером-железнодорожником на Магнитогорском металлургическом комбинате. В 1943 году ушёл на фронт добровольцем.
Воевал в 63-й Челябинской гвардейской добровольческой танковой бригаде под командованием дважды Героя Советского Союза М. Г. Фомичёва, которая действовала в составе 10-го гвардейского Уральского добровольческого танкового корпуса, и первой ворвалась в город Львов, где на улицах древнего города в течение шести дней вела ожесточённые бои с частями вермахта.
Сражался радист А. Марченко на танке Т-34-76 «Гвардия» под командованием лейтенанта А. В. Додонова в экипаже с механиком-водителем старшиной Ф. П. Сурковым и башенным стрелком И. И. Мельниченко. 23 июля 1944 года экипажу было приказано прорваться к центру города и водрузить красный флаг на Львовской ратуше.
Марченко, хорошо знавший город, указывал дорогу. Действуя решительно, танк «Гвардия» первым ворвался на центральную площадь Львова к самому подъезду ратуши. Марченко с группой автоматчиков, перебив охрану магистрата, ворвался в здание, поднялся на башню и водрузил стяг.
На выходе из здания Александр был ранен. При попытке эвакуации на броне Марченко был вторично ранен осколком попавшего в танк снаряда, на сей раз смертельно.
После гибели боевого товарища экипаж танка ещё 6 суток вёл бои в городе, уничтожив 8 танков и до 100 солдат. В бою с врагом погиб командир танка лейтенант Додонов. Сурков и Мельниченко смогли уничтожить ещё 6 орудий и склад боеприпасов, после чего танк был подбит «Пантерой». Тяжело раненых танкистов, выбравшихся из танка, подобрали местные жители, после передав их разведчикам, которые доставили Суркова и Мельниченко в госпиталь.
Как пишет К. Дымов в статье «Марченко — солдат, поднявший красное знамя над Львовом»: 

К сожалению, за подвиг Александр Марченко не был удостоен звания Героя Советского Союза, хотя, как мне представляется, он этого заслуживал. Марченко был лишь награждён посмертно орденом Отечественной войны I степени. Зато после войны имя героя-танкиста занесли в список почётных граждан Львова, в честь него назвали улицу, кинотеатр, школу. О Марченко и его подвиге знал в те времена каждый львовский школьник. В моей школе был музей Уральского корпуса
Изучение архивных документов показывает, что Александр Порфирьевич Марченко к началу боев за Львов никакого отношения к танку "Гвардия" не имел, и 23 июля был жив и героически сражался с противником. В июле 1944 г. он занимал должность адъютанта 2-го танкового батальона 63-й гвардейской Челябинской танковой бригады. К званию Героя Советского Союза его представляли не за водружение Красного Знамени на Львовской Ратуше, а за то, что "в ходе боев за Львов, под градом пуль и осколков, он лично водил группу боевых машин по его улицам. Хорошо ориентируясь в центральной части города, первым туда вошел. Уже 23 июля Марченко заменил раненного командира линейного танка и принял на себя командование. Затем, замаскировав танк в руинах дома недалеко от площади Рынок, вступил в бой с гитлеровцами. Потеряв в схватке всех товарищей, и оставшись один, Александр Марченко еще в течение суток вел неравный бой, лично уничтожив 50 немецких автоматчиков, пытавшихся взять его живым. Утром 24 июля 1944 г. гитлеровцы открыли огонь из двух пушек и вплотную подъехавшей «пантеры» по дому, где стоял его танк. Адъютант батальона покинул загоревшуюся «тридцатьчетверку», и стал пробиваться к своим. К сожалению, перебегая открытое пространство на площади Рынок недалеко от Ратуши, Александр Порфирьевич Марченко попал под шквальный огонь и был насмерть сражен пулемётной очередью".

## Память
На постаменте во Львове на улице Ленина (современная Лычаковская) в память о танкистах освождавших Львов был установлен танк ИС-2, недалеко от Холма Славы. В его честь на здании Львовского городского совета была установлена мемориальная доска с надписью: «На вежі цього будинку 23 липня 1944 р. гвардії старшина Олександр Марченко підняв червоний прапор, як знак звільнення м. Львова від німецько-фашистських загарбників».
А. Марченко был похоронен на львовском Холме Славы. На братской могиле воинов-танкистов на мемориале «Холм Славы» установлена скульптура «Воин со знаменем» работы В. Ф. Форостецкого. Прообразом для этого монумента стал танкист Александр Марченко.
В Челябинске в честь погибшего за освобождение от фашистов украинского города Львова танкиста А. Марченко названа улица. В 2015 году в честь Марченко была названа улица в Ленинском районе города Магнитогорска.
Ранее именем героя также была названа одна из улиц Львова, но в 1993 году она была переименована в улицу Тершаковцев.
- Экипаж танка Т-34-76 «Гвардия»
 (слева направо): командир танка А. В. Додонов, стрелок-радист А. П. Марченко, заряжающий Н. И. Мельниченко, командир батальона П. В. Чирков, механик-водитель Ф. П. Сурков. 1943 г..
- Памятник на могиле Александра Марченко на Холме Славы во Львове.

## Награды
- орден Отечественной войны I степени (13 августа 1944[9])
- орден Красной Звезды (24 апреля 1944[10])
- медаль «За боевые заслуги» (9 августа 1943[11])